# Финансово-хозяйственное управление Московского патриархата
Финансово-хозяйственное управление Московского Патриархата — синодальное учреждение Русской православной церкви.

## История
Для заведования денежными средствами Святейшего Синода и хозяйственных распоряжений по ним 14 ноября 1836 г. был учреждён Хозяйственный комитет при синоде. 1 марта 1839 г. взамен Хозяйственного комитета при Синоде создано Хозяйственное управление. Управлению были подчинены Санкт-Петербургская и Московская синодальные типографии. Управление ведало сметой специальных средств Святейшего Синода, вело делопроизводство по духовным завещаниям в пользу учреждений синодального ведомства, заведовало снабжением монастырей и церквей утварью и церковными книгами, содержанием церковных домов в Санкт-Петербурге и Москве, ведало финансовой сметой Синода, отчётностью перед Государственным контролем, выдачей пособий и пенсий, расходами по учреждениям епархий и приходов, заведовало финансовой частью духовно-учебных заведений и (до 1911 г.) осуществляло наблюдение за епархиальными свечными заводами. В 1898 г. при Хозяйственном управлении образован Техническо-строительный комитет. Директорами Хозяйственного управления были миряне. Упразднено 20 января 1918 г.
Актом, предварившим создание Хозяйственного управления Московского Патриархата, стало подписанное в 1945 году Сталиным Постановление Совета Народных Комиссаров СССР, предоставлявшее Московской патриархии, епархиальным управлениям, монастырям и приходам юридические права на «приобретение транспортных средств, производство церковной утвари, продажу верующим, аренду, строительство и покупку в собственность домов для церковных надобностей… Этим же Постановлением разрешался колокольный звон и плановое снабжение церковных общин со стороны государства необходимым строительным материалом».
20 июня 1946 году года решением Священного Синода было принято Положение о Хозяйственном управление при Священном Синоде Русской Православной Церкви.
Одной из главных задач Хозяйственного управления, кроме контроля за финансовой деятельностью Церкви, было создание предприятия, которое бы выпускало необходимую для церковной жизни продукцию: свечи, облачения, предметы церковного обихода и проч. Помимо организации работы Производственных мастерских, в сферу компетенции ХОЗУ входили вопросы строительства и реставрации Патриарших резиденций, монастырей и храмов.
Решением Священного Синода от 17 февраля 1997 года управление было упразднено и его полномочия были переданы Комиссии по экономическим и гуманитарным вопросам.
Возрождено определением Священного Синода от 31 марта 2009 года. Председателем возрождённой Финансово-хозяйственного управления Московской Патриархии назначен архимандрит Тихон (Зайцев), которому Синод определил быть епископом Подольским, викарием Московской епархии. Функции Финансово-хозяйственного управления епископ Тихон охарактеризовал так:

У Финансово-хозяйственного управления очень много функций, связанных с внутренним жизнеобеспечением Русской Православной Церкви. Если проводить светские параллели, то, по сути, ФХУ — это министерство финансов и министерство экономики в одном лице. В первую очередь ФХУ помогает Святейшему Патриарху и Священному Синоду осуществлять функции управления имуществом Русской Православной Церкви. А с этим связаны и вопросы налогообложения и бухгалтерского учёта, и формирования общецерковного бюджета, и строительства, и реставрации, и многое другое. У нас ведь тоже есть нечто вроде …бюджетного процесса, но модель, конечно, несопоставима со светской. Церковь от начала своего существования, от начала веков существовала и существует на пожертвования, так какие здесь могут быть планы? Условно говоря, плана доходов нет, а вот план расходов есть. И мы стараемся организовать их финансирование.

12 марта 2024 года решением Священного Синода РПЦ председатель Финансово-хозяйственного управления Московского патриархата включён в состав постоянных членов Священного синода (с последующим утверждением Архиерейским собором).

## Руководители

### Директоры Хозяйственного управления при Святейшем Синоде
- Новосильский, Павел Михайлович (1839-1841)
- Скрипицын, Фёдор Алексеевич (1841-1842) исполняющий должность
- Новосильский, Павел Михайлович (1842–1852) снова
- Каниевский, Михаил Лукьянович (1852-1853) исполняющий должность
- Сербинович, Константин Степанович (1853-1856)
- Каниевский, Михаил Лукьянович (1856-1860)
- Гаевский, Павел Иванович (1860-1863)
- Лавров, Василий Алексеевич (1863-1875)
- Смирнов, Николай Павлович (сенатор) (1875-1878)
- Ильинский, Андрей Григорьевич (1878-1896)
- Остроумов, Пётр Иванович (1896-1905)
- Праведников, Степан Bасильевич (1905-1909)
- Даманский, Пётр Степанович (1909-1912)
- Осецкий, Александр Александрович (1912-1918)

### Председатели Хозяйственного управления при Священном Синоде
- Макарий (Даев) (20 июня 1946 — 13 января 1960)
- Стефан (Никитин) (2 апреля 1960 — 9 апреля 1962)
- Леонид (Поляков) (9 апреля 1962—1963)
- Владимир Елховский (1963—1968)
- Александр Солертовский (1968 — 25 июня 1970)
- Леонтий (Гудимов) (25 июня — 25 августа 1970)
- Серафим (Никитин) (25 августа 1970 — 29 июля 1974)
- Гермоген (Орехов) (29 января 1974 — 2 сентября 1977) и. о.
- Серапион (Фадеев) (12 мая 1984 — 18 июня 1985) и. о.
- Мефодий (Немцов) (18 июня 1985 — 20 октября 1988)
- Алексий (Кутепов) (20 октября 1988 — 20 июля 1990)
- Виктор (Пьянков) (20 июля 1990 — 21 апреля 1994)
- Матфей Стаднюк (1994 — 11 октября 1996)
- Алексий (Фролов) (11 октября 1996 — 17 февраля 1997)

### Председатель Синодальной комиссии по экономическим и гуманитарным вопросам
- Алексий (Фролов) (17 февраля 1997 — 27 июля 2009)

### Председатели Финансово-Хозяйственного управления при Священном Синоде
- Тихон (Зайцев) (31 марта 2009 — 25 июля 2014)
- Марк (Головков) (25 июля 2014 — 26 февраля 2019)
- Игнатий (Депутатов) (26 февраля 2019 — 25 августа 2020)
- Парамон (Голубка) (25 августа 2020 — 13 апреля 2021)
- Илия (Руднев) (13 апреля — 8 ноября 2021)
- Ермоген (Бурыгин) (8 ноября 2021 — 28 апреля 2023) и. о.
- Никандр (Пилишин) (с 28 апреля 2023) и. о. до 24 августа 2023 года